# Петрушівка (Прилуцький район)
Петру́шівка — село в Україні, у Прилуцькому районі Чернігівської області. Населення становить 288 осіб. Входить до складу Парафіївської селищної громади.

## Географія
Село Петрушівка знаходиться в місці злиття невеликих безіменних річечок, на протилежних берегах яких розташовані село Власівка і селище Качанівка. На річках зроблені загати. Через село проходить автомобільна дорога Т 2515.

## Історія
У список наявних у Малоросійській губернії селищ 1799-1801 років - х.Петрушевський Конотопського повіту (73 податкові душі).

## Населення

### Мова
Розподіл населення за рідною мовою за даними перепису 2001 року:
| Мова       | Відсоток |
| ---------- | -------- |
| українська | 98,26%   |
| російська  | 1,39%    |